# 平塚優子
平塚 優子（ひらつか ゆうこ、1978年10月25日 - ）は、1990年代半ばにTBSラジオほかで放送されていたラジオ番組『シンデレラドリーム ミッドナイト☆パーティー』のパーソナリティ。

## 略歴
埼玉県出身。成蹊大学卒業。
1994年9月、当時落成したばかりのTBS新放送センター（通称ビッグハット）で行われたTBSラジオ主催の第2回シンデレラドリームオーディションに合格。それから1週間後の10月5日（4日深夜）、さっそく同局の『ミッドナイト☆パーティー』火曜深夜2部担当でラジオデビューした。第2回合格者（ミッドナイト☆パーティーシンデレラ2期生）5人の中で唯一、10月からのレギュラーパーソナリティ起用となった（ほかの4人は翌年1995年からレギュラー出演）。当時高校1年生で、当時女子高に通学しており学校では風紀委員に選ばれるほどで、将来はアナウンサーを目指していたという。番組をやっていた頃には、同じ2期生仲間で1つ年上の芹川ゆかりや1つ年下の中上千鶴、また1期生だが同い年の松宮麻衣子らと大の仲良しだったという。『ミッドナイト☆パーティー』の終了後には、後継番組の『ウィークエンド・ミッドナイト☆パーティー』にも松宮のコーナーに数回ゲスト出演した。
1996年春に『ウィークエンドミッドナイト☆パーティー』が終わってからはラジオやテレビに出ることはなかったが、成蹊大学進学後の1997年秋にモンモン倶楽部（プリント倶楽部の姉妹版）の「ミスモンモン倶楽部」に選ばれ、雑誌の美人女子大生特集のコーナーに顔写真付で掲載された。また大学4年時の2000年には、当時戸部洋子や西村美保ら女子大生がパーソナリティを務めていた『キャンパスネット24』のキャンパスアイドルに自ら応募した。このほか、『ミッドナイト☆パーティー』のファンサイトを運営していた人物にメールを送り、自身は再びラジオで活動できることを夢見て就職活動していたこと、そしてマスコミ業界に的を絞って活動し続けた結果、出版社から内定を貰えたことをサイト上で公開してもらう形で近況報告した。

## 主な活動

### M☆Pシンデレラ（高校時代）
（1994年～1996年）
- ヤングジャンプ（集英社・1994年9月）　
  - 第2回シンデレラドリームオーディションで予選通過者はこの雑誌で掲載。そして彼女を含む5人の合格者発表の時も改めて掲載された。
- シンデレラドリーム ミッドナイト☆パーティー（TBSラジオ・1994年10月～1995年10月）
  - 火曜深夜2部（26:00～27:00・水曜午前2:00～3:00）担当。なお以下の放送は中止、または別パーソナリティによる放送だった（いずれも1995年）。
    - 1月17日深夜（18日未明）　阪神大震災のため休止（番組は通常通り放送されたが、1部担当の坂井美唯子がそのままつとめた）。
    - 1月31日深夜（2月1日未明）　自身が風邪のため、四元都華咲が代理をつとめる。
    - 8月29日深夜（30日未明）　自身がモルディブ旅行のため、唯一レギュラーがなかった相沢知が特別パーソナリティをつとめた（一部の地方紙のネット局の番組欄には通常通り"平塚優子"と表記）

  - 1994年11月　松宮麻衣子主催イベント「松宮麻衣子TOMATOスタジオ」にゲスト出演
  - 1994年11月～1995年9月　「TV版!ミッドナイト☆パーティー」（TBSテレビ）　時々出演
- ウィークエンド・ミッドナイト☆パーティー（1995年10月～1996年3月）
  - 「松宮麻衣子のあのね、それはね」に数回[要説明]ゲスト出演

### 大学時代
（1997年～2000年）
- ビッグコミックスピリッツ別冊「slash」（小学館・1997年）　女子大生特集ページに掲載